# Gavranfest
 (avril 2025).
Si vous disposez d'ouvrages ou d'articles de référence ou si vous connaissez des sites web de qualité traitant du thème abordé ici, merci de compléter l'article en donnant les références utiles à sa vérifiabilité et en les liant à la section « Notes et références ».
Gavranfest (la fête ou le festival de Gavran) est un festival de théâtre au cours duquel sont jouées les œuvres du dramaturge croate Miro Gavran.
Gavran est le seul auteur encore en vie en Europe qui ait un festival qui lui soit exclusivement dédié. Il se déroule en Slovaquie, à Trnava.